# Landkreis Hagenow
| Basisdaten            | Basisdaten   |
| --------------------- | ------------ |
| Bestandszeitraum      | 1933–1952    |
| Verwaltungssitz       | Hagenow      |
| Einwohner             | 51.751(1939) |
| Gemeinden             | 132 (1939)   |
| Karte von Mecklenburg |              |
|                       |              |

Der Landkreis Hagenow bestand von 1933 bis 1952 in Mecklenburg. Der Kreissitz befand sich in Hagenow. Das Kreisgebiet gehört heute zum Landkreis Ludwigslust-Parchim in Mecklenburg-Vorpommern.

## Geschichte
1925 wurden die damaligen vier Ämter Hagenow, Boizenburg, Grabow und Neustadt in die beiden Ämter Ludwigslust und Hagenow aufgeteilt. 1933 wurde aus dem Amt Hagenow der Kreis Hagenow. Mecklenburg-Schwerin wurde mit Mecklenburg-Strelitz 1934 zu einem Land Mecklenburg vereinigt. Nach dem Zweiten Weltkrieg wurde die Bezeichnung des Kreises in Landkreis Hagenow geändert. Der Landkreis gehörte nun zum Land Mecklenburg-Vorpommern in der Sowjetischen Besatzungszone.
Durch die Einteilung der Besatzungszonen fiel das rechtselbische Gebiet des Landkreises Lüneburg, das sogenannte Amt Neuhaus an den Landkreis Hagenow. Außerdem kam am 28. November 1945 durch das Barber-Ljaschtschenko-Abkommen die Gemeinde Lassahn aus dem Kreis Herzogtum Lauenburg zum Landkreis Hagenow.
Am 1. Juli 1950 wechselte die Gemeinde Rögnitz aus dem Landkreis Schwerin in den Landkreis Hagenow. Bei der Gebietsreform von 1952 wechselte Rögnitz in den Kreis Gadebusch und aus dem verbliebenen Landkreis Hagenow wurde der Kreis Hagenow gebildet, der dem Bezirk Schwerin zugeordnet wurde. Von 1952 bis 1990 war der Kreis Hagenow der nach Fläche größte Kreis in der DDR.

## Politik

### Landdroste
1908–1910 Ludwig von Lehsten (1840–1910)
1921–9999 August von Plessen
1922–9999 Hermann Schmidt zur Nedden (1893–1973)
1923–1928 Paul Koch

### Amtshauptmänner/Landräte
1921–1926 Wolfgang Scharenberg (1883–1969)
1926–1932 Robert Wohlers
1932–1945 Hermann Busch

## Einwohnerentwicklung
| Einwohner | 1925 (Amt) | 1933   | 1939   | 1946    |
| --------- | ---------- | ------ | ------ | ------- |
|           | 49.703     | 49.561 | 51.751 | 107.058 |

Die Einwohnerzahlen der Städte des Landkreises im Jahre 1939:
| Boizenburg | 7.067 |
| Hagenow    | 6.555 |
| Lübtheen   | 3.630 |
| Wittenburg | 3.853 |
| Zarrentin  | 1.891 |

## Städte und Gemeinden
Im Jahre 1939 umfasste der Landkreis Hagenow fünf Städte und 127 weitere Gemeinden:
| - Alt Zachun - Badekow - Bahlen - Bakendorf - Bandebitz - Bandekow b. Lübtheen - Bandekow b. Boizenburg - Bantin - Banzin - Beckendorf - Belsch - Bennin - Benz - Besendorf - Besitz - Bickhusen - Blücher - Bobzin - Boddin - Boize - Boizenburg/Elbe, Stadt - Brahlstorf - Bresegard - Bürgerhof - Camin - Dammereez - Dersenow - Döbbersen - Dodow - Dreilützow - Drönnewitz - Düssin - Gallin | - Gammelin - Garlitz - Goldenbow - Goldenitz - Gößlow - Gothmann - Gramnitz - Granzin b. Bennin - Granzin b. Hagenow - Gresse - Greven - Groß Bengerstorf - Groß Krams - Groß Timkenberg - Grünhof - Gudow - Gülze - Hagenow, Stadt - Hagenower Heide - Harst - Helm - Hoort - Horst - Hülseburg - Jessenitz - Karft - Kirch Jesar - Klein Bengerstorf - Kloddram - Kogel - Kölzin - Körchow - Kraak | - Kuhstorf - Kützin - Langenheide - Lehsen - Lübbendorf - Lübtheen, Stadt - Luckwitz - Lüttenmark - Lüttow - Melkof - Moraas - Neu Gülze - Neu Zachun - Neuenkirchen - Neuhof - Nieklitz - Niendorf - Nostorf - Pamprin - Parum - Pätow - Perdöhl - Picher - Pogreß - Pritzier - Probst Jesar - Püttelkow - Quassel - Radelübbe - Raguth - Ramm - Redefin - Rensdorf | - Rodenwalde - Schadeland - Scharbow - Schildfeld - Schwanheide - Schwarberow - Schwartow - Schwechow - Setzin - Strohkirchen - Teldau - Tessin b. Boizenburg - Tessin b. Wittenburg - Testorf - Toddin - Trebs - Tüschow - Valluhn - Vellahn - Vier - Viez - Volzrade - Warlitz - Waschow - Wiebendorf - Wittenburg, Stadt - Woez - Wölzow - Zapel - Zarrentin, Stadt - Ziggelmark - Zühr - Zweedorf |

Am Ende der 1930er Jahre gab es mehrere Eingemeindungen:
- Sudenhof, 1939 zu Hagenow
- Redefin, Hof, 1937 zu Redefin
- Gammelin, Hof, 1939 zu Gammelin
- Gallin, Hof, 1939 zu Gallin
- Bakendorf, Hof, 1939 zu Bakendorf